# 奥克尔山
奥克尔山（英語：Ochil Hills）是一位於苏格兰境內的山脉，地處福斯河之北，最高的本克鲁峰（Ben Cleuch）高721米。奥克尔山麓有多勒、蒂利库特里、阿罗威、史特靈等四镇。名胜有十四世纪末建于杜拉山谷的坎貝爾城堡。